# Toyota Aygo
De Toyota Aygo is een compacte hatchback in het A-segment (de miniklasse) van de Japanse autofabrikant Toyota. Dit automodel werd in 2005 geïntroduceerd, en is samenwerking met Groupe PSA (voorheen PSA Peugeot Citroën) ontwikkeld en geproduceerd. Peugeot verkocht dit model van 2005 tot en met 2014 als Peugeot 107, en vanaf 2014 tot 2021 als Peugeot 108. Citroën verkocht dit model als Citroën C1. Dit drietal modellen wordt ook wel het 'Citybug'-trio genoemd.
In 1999 richtte Toyota het interne Global Strategy Investigation Committee op om te onderzoeken hoe het merk een samenwerking kon aangaan met andere bedrijven. Toyota zag in mei 1998 hoe de formatie van DaimlerChrysler AG een globale strategie benodigd maakte om relevant te blijven. PSA Peugeot Citroën en Toyota wilden ongeveer gelijktijdig modellen lanceren in de mini- en compacte klasse welke zouden kunnen voldoen aan de steeds strenger wordende uitstooteisen. PSA Peugeot Citroën zocht daarom toenadering met Toyota om een joint-venture te stichten, waarmee het zogenoemde B-zero project begon.
Het B-zero project introduceerde bij Toyota het concept om onderdelen tussen verschillende merken uit te wisselen, en bood de kans om de Centraal- en Oost-Europeaanse markten te verkennen. Toyota Peugeot Citroen Automobile Czech, s.r.o (TPCA), Kolín (Tsjechië) werd in 2002 geopend om de Aygo, 107 en C1 te produceren.

## Eerste generatie; 2005-2014 (KGB10/WNB10)
De eerste generatie Toyota Aygo werd getoond op de Autosalon van Genève van 2005. De Aygo werd leverbaar vanaf juni 2005. De Aygo was leverbaar als driedeurs en vijfdeurs hatchback. Het formaat van de eerste generatie Aygo overlapte ten tijde van de introductie met die van de eerste generatie Toyota Yaris. Nadat de Yaris in december 2005 vernieuwd werd vormde de Aygo het kleinste model binnen het gamma van Toyota.

### Aandrijving
De motor van de Toyota Aygo ligt voorin het voertuig en biedt voorwielaandrijving. Voor de Aygo waren twee motoren leverbaar: een benzine- en dieselmotor. Naast een handgeschakelde transmissie met vijf versnellingen was ook een gerobotiseerde semi-automaat (M-MT) beschikbaar in combinatie met de benzinemotor.
| Motorcode                 | Configuratie                          | Slagvolume            | Brandstof | Aspiratie                                                                                       | Vermogen                   | Koppel              | Periode    |
| ------------------------- | ------------------------------------- | --------------------- | --------- | ----------------------------------------------------------------------------------------------- | -------------------------- | ------------------- | ---------- |
| 1KR-FE                    | driecilinder, DOHC, 12 kleppen, VVT-i | 998 cm³ of 1,0 liter  | benzine   | natuurlijk geaspireerd                                                                          | 50 kW (68 pk) bij 6000 tpm | 93 Nm bij 3600 tpm  | 2005-2014  |
| 2WZ-TV (Duratorq DLD-414) | viercilinder, SOHC, 8 kleppen         | 1398 cm³ of 1,4 liter | diesel    | geforceerde inductie, turbolader (BorgWarner/AG Kühnle, Kopp & Kausch KP35), zonder intercooler | 40 kW (55 pk) bij 4000 tpm | 130 Nm bij 1750 tpm | 2005- 2014 |

### Uitvoeringen
De eerste generatie Toyota Aygo was leverbaar in verschillende uitvoeringen. Tot aan de facelift was de Aygo leverbaar als basismodel, + en Sport-uitvoering. Ten tijde van de eerste facelift werden de uitvoeringsniveaus ook vernieuwd waarna de uitvoeringen in oplopende volgorde van uitrusting Access, Cool, Now, Comfort, Dynamic, Aspiration Green, Aspiration Red en Dynamic Blue gingen heten. Na de tweede facelift werden de Access, Cool, Now, Comfort, Comfort Orange, Aspiration Dynamic Blue (vijfdeurs) en Dynamic Orange leverbaar.

#### Calvin Klein
In september 2008 werd de Toyota Aygo Calvin Klein geïntroduceerd in Duitsland. Dit speciale model is in samenwerking met Calvin Klein ontworpen. Deze uitvoering werd getoond op de Internationale Automonilausstellung van 2008 getoond. Het model kwam met twee testformaat parfums van Calvin Klein's ckIN2U parfum voor man en vrouw, een witte laptoptas en MP3-speler. Deze uitvoering was leverbaar voor zowel het driedeurs als vijfdeurs model in een champagnekleurige carrosserie.

## Tweede generatie; 2014-2021 (AB40)
De tweede generatie Toyota Aygo werd getoond op 4 maart 2014 op de Autosalon van Genève. Het model werd leverbaar vanaf juni 2014. Deze generatie is leverbaar als driedeurs en vijfdeurs hatchback. Het ontwerp kenmerkt zich door de x-vormige lijnen op de voorzijde. Deze lijnen komen standaard in het zwart, en kunnen optioneel uitgevoerd worden in het rood, blauw, grijs, zilver en wit. Zo kan de x als contrastkleur gekozen worden ten opzichte van de primaire carrosseriekleur. De uitvoeringen zijn vernoemd naar dit typerende ontwerp.

### Aandrijving
De motor van de tweede generatie Toyota Aygo ligt voorin het voertuig, is dwarsgeplaatst en biedt voorwielaandrijving. Standaard wordt de benzinemotor gekoppeld aan een handgeschakelde transmissie met vijf versnellingen. Een semi-automatische transmissie (x-shift) met vijf versnellingen is verkrijgbaar als optie.
| Motorcode | Configuratie                                                | Slagvolume           | Brandstof | Aspiratie              | Vermogen                   | Koppel             | Periode         |
| --------- | ----------------------------------------------------------- | -------------------- | --------- | ---------------------- | -------------------------- | ------------------ | --------------- |
| 1KR-FE    | driecilinder, DOHC, 12 kleppen, VVT-i                       | 998 cm³ of 1,0 liter | benzine   | natuurlijk geaspireerd | 51 kW (69 pk) bij 6000 tpm | 95 Nm bij 4300 tpm | 2014-2018       |
| 1KR-B52   | driecilinder, DOHC, 12 kleppen, VVT-i, voldoet aan Euro 6.2 | 998 cm³ of 1,0 liter | benzine   | natuurlijk geaspireerd | 53 kW (72 pk) bij 6000 tpm | 93 Nm bij 4400 tpm | september 2018- |

Per 1 april 2021 verdween de driedeurs Aygo van de Nederlandse prijslijsten, waarna het model enkel nog als vijfdeurs carrosserievorm leverbaar was. De standaarduitrusting van het basismodel werd uitgebreid met standaard airconditioning. Het topmodel X-Clusiv kreeg standaard een zwart leder interieur.

## Derde generatie
In een interview met Automotive News Europe van 23 december 2019 vertelde Toyota Europe-topman Johan van Zyl dat Toyota mogelijk een geëlektrificeerde Aygo gaat produceren als opvolger van de tweede generatie. Andrea Carlucci, hoofd Product Planning en Marketing Director van Toyota Europe, liet in januari 2020 weten dat Toyota toekomst ziet in de compacte klasse. Zij bevestigde dat een (deels) elektrische aandrijflijn gebruikt zal worden voor de derde generatie Aygo.
Eind januari 2021 werden gecamoufleerde mules gefotografeerd in Duitsland van de (mogelijk) derde generatie Aygo. Een van de testvoertuigen heeft de carrosserie van de vierde generatie Yaris. Ook werd in januari 2021 een mule gefotografeerd met een canvas dak in Noord-Europa.
In januari 2021 kwam de Tsjechische fabriek te Kolín volledig in het bezit van Toyota. De naam van de fabriek werd omgedoopt naar Toyota Motor Manufacturing Czech Republic (TMMCZ). De aankomende Aygo zal daar worden geproduceerd.

### Toyota Aygo X Prologue
In maart 2021 toonde Toyota de Toyota Aygo X Prologue. Het studiemodel is ontworpen door Toyota's Europese designstudio. Het model heeft lichte trekjes van een cross-over, maar is wel direct herkenbaar als Aygo.
Op 5 oktober 2021 bevestigde Toyota dat de nieuwe generatie 'Aygo X' gaat heten, en dat het model in november beschikbaar werd. De Aygo X komt een ingekorte versie van het GA-B-platform te staan dat gedeeld wordt met de Toyota Yaris.
Op 5 november 2021 toonde Toyota de productieversie van de Aygo X, waarbij de 'X' wordt uitgesproken als cross. Het model is geheel in Europa ontworpen door de Franse designstudio ED2. Deze generatie is een zeer compacte cross-over in het A-segment en daardoor uniek in de klasse. Het model is in alle dimensies gegroeid ten opzichte van het uitgaande model: het model meet nu 3,7 meter lang, 1,74 meter breed en 1,51 meter hoog. De draaicirkel is 4,7 meter, en daarmee een van de kleinste in het segment. De Aygo X krijg standaard een pagode dak mee waardoor de aerodynamica verbeterd wordt, en tegen meerprijs is een canvas dak leverbaar.
De laadruimte is met 60 liter vergroot en kan nu 231 liter kwijt. De achterbank is in delen neerklapbaar.
Het model wordt opnieuw aangedreven door de 1,0 liter 1KR-FE driecilinder uit de voorgaande generatie, en kan nu ook optioneel met een S-CVT worden uitgerust. De motor is verbeterd om aan de strenge Europese emissie-eisen te voldoen.